# Agnieszka z Aislingen
Agnieszka z Aislingen (ur. XV w. w Aislingen, zm. prawdopodobnie 21 stycznia 1504 w Rebdorf w Niemczech) – święta Kościoła katolickiego, pustelnica.
Była rekluzą w klasztorze augustianek w okolicach Rebdorf. Prowadziła życie modlitwy i wyrzeczenia, stała się najsłynniejszą rekluzą w Bawarii. Jest patronką Bawarii, Aislingen i Eichstätt w Niemczech.
Jej dniem w kalendarzu katolickim jest 21 stycznia.